# Dites-lui que je l'aime (film, 2025)
Pour les articles homonymes, voir Dites-lui que je l'aime.
Pour plus de détails, voir Fiche technique et Distribution.
Dites-lui que je l'aime est un film biographique français réalisé par Romane Bohringer, sorti en 2025.
Il s'agit d'une adaptation du récit homonyme de Clémentine Autain paru en 2019. La femme politique y faisait un portrait de sa mère, l'actrice Dominique Laffin, qui avait joué aux côtés de Gérard Depardieu et Miou-Miou dans le film Dites-lui que je l'aime (1977) de Claude Miller, lui-même adapté du roman Ce mal étrange (1960) de Patricia Highsmith.
Le film est présenté en avant-première mondiale au Festival de Cannes 2025 dans la section « Séances spéciales », et sa sortie nationale française est prévue début décembre 2025.

## Synopsis
Le film met en images les vies parallèles de Romane Bohringer et de Clémentine Autain, la première ayant été abandonnée par sa mère à l'âge de neuf mois et la seconde ayant perdu sa mère à l'âge de onze ans.

## Fiche technique
Sauf indication contraire, les informations mentionnées dans cette section peuvent être confirmées par les bases de données cinématographiques  présentes dans la section « Liens externes ».
- Titre original : Dites-lui que je l'aime[3],[4]
- Réalisation : Romane Bohringer
- Scénario : Gabor Rassov, Romane Bohringer, d'après le livre homonyme de Clémentine Autain
- Photographie : Romain Carcanade
- Montage : Céline Cloarec, Amélie Massoutier
- Décors : Rozenn Le Gloahec
- Costumes : Céline Guignard Rajot
- Production : Sophie Révil, Denis Carot
- Sociétés de production : Escazal Films, en association avec 2 SOFICA
- Société de distribution : ARP Sélection (France)[5]
- Pays de production :  France
- Langue originale : français
- Format : couleurs
- Genre : film biographique, film politique, drame
- Durée : 92 minutes
- Dates de sortie : 
  - France : 19 mai 2025 (Festival de Cannes 2025)[6],[7] ; 3 décembre 2025 (sortie nationale)[5]

## Distribution
Sauf indication contraire, les informations mentionnées dans cette section peuvent être confirmées par les bases de données cinématographiques  présentes dans la section « Liens externes ».
- Romane Bohringer : Romane
- Clémentine Autain
- Éva Yelmani
- Richard Bohringer : Richard
- Philippe Rebbot : Philippe
- Josiane Stoléru
- Liliane Sanrey-Baud
- Raoul Rebbot-Bohringer

## Production
Le film est tourné du 20 mai au 3 juin 2024 à Paris, à Sète (Hérault) et Cassis (Bouches-du-Rhône).

## Distinctions

### Sélections
- Festival de Cannes 2025 : sélection officielle, section « Séances spéciales »[6]